# 2187 La Silla
A 2187 La Silla (ideiglenes jelöléssel 1976 UH) a Naprendszer kisbolygóövében található aszteroida. Richard Martin West fedezte fel 1976. október 24-én.